# قائم‌آباد (نرماشیر)
قائم‌آباد، روستایی در دهستان پشت‌رود بخش مرکزی شهرستان نرماشیر در استان کرمان ایران است.

## جمعیت
بر پایه سرشماری عمومی نفوس و مسکن در سال ۱۳۹۵، جمعیت این روستا برابر با ۷۳۵ نفر (۲۳۸ خانوار) بوده‌است.